# Achagua fessa
Achagua fessa är en fjärilsart som beskrevs av Frederick H. Rindge 1975. Achagua fessa ingår i släktet Achagua och familjen mätare. Inga underarter finns listade i Catalogue of Life.